# Abierto de Escocia (snooker)
El Abierto de Escocia de snooker (en inglés y oficialmente: Scottish Open)  es un torneo de snooker, profesional y de ranking. Se viene celebrando, bajo diferentes nombres, desde 1981, y desde 1998 son ciudades exclusivamente escocesas las que lo organizan.

## Ediciones
| Año                                    | Ganador           | Resultado | Subcampeón        | Sede                |
| -------------------------------------- | ----------------- | --------- | ----------------- | ------------------- |
| Abierto Internacional (de invitación)  |                   |           |                   |                     |
| 1981                                   | Steve Davis       | 9-0       | Dennis Taylor     | Derby               |
| Abierto Internacional (de ranking)     |                   |           |                   |                     |
| 1982                                   | Tony Knowles      | 9-6       | Dennis Taylor     | Derby               |
| 1983                                   | Steve Davis       | 9-4       | Cliff Thorburn    | Newcastle upon Tyne |
| 1984                                   | Steve Davis       | 9-2       | Tony Knowles      | Newcastle upon Tyne |
| Matchroom Trophy (de ranking)          |                   |           |                   |                     |
| 1985                                   | Cliff Thorburn    | 12-10     | Jimmy White       | Stoke-on-Trent      |
| Abierto Internacional (de ranking)     |                   |           |                   |                     |
| 1986                                   | Neal Foulds       | 12-9      | Cliff Thorburn    | Stoke-on-Trent      |
| 1987                                   | Steve Davis       | 12-5      | Cliff Thorburn    | Stoke-on-Trent      |
| 1988                                   | Steve Davis       | 12-6      | Jimmy White       | Stoke-on-Trent      |
| 1989                                   | Steve Davis       | 9-4       | Stephen Hendry    | Stoke-on-Trent      |
| 1993                                   | Stephen Hendry    | 10-6      | Steve Davis       | Plymouth            |
| 1994                                   | John Parrott      | 9-5       | James Wattana     | Bournemouth         |
| 1995                                   | John Higgins      | 9-5       | Steve Davis       | Bournemouth         |
| 1996                                   | John Higgins      | 9-3       | Rod Lawler        | Swindon             |
| 1997                                   | Stephen Hendry    | 9-1       | Tony Drago        | Aberdeen            |
| Abierto de Escocia (de ranking)        |                   |           |                   |                     |
| 1998                                   | Ronnie O'Sullivan | 9-5       | John Higgins      | Aberdeen            |
| 1999                                   | Stephen Hendry    | 9-1       | Graeme Dott       | Aberdeen            |
| 2000                                   | Ronnie O'Sullivan | 9-1       | Mark Williams     | Aberdeen            |
| 2001                                   | Peter Ebdon       | 9-7       | Ken Doherty       | Aberdeen            |
| 2002                                   | Stephen Lee       | 9-2       | David Gray        | Aberdeen            |
| 2003                                   | David Gray        | 9-7       | Mark Selby        | Edimburgo           |
| Players Championship (de ranking)      |                   |           |                   |                     |
| 2004                                   | Jimmy White       | 9-7       | Paul Hunter       | Glasgow             |
| Abierto de Escocia (de ranking, menor) |                   |           |                   |                     |
| 2012                                   | Ding Junhui       | 4-2       | Anthony McGill    | Ravenscraig         |
| Abierto de Escocia (de ranking)        |                   |           |                   |                     |
| 2016                                   | Marco Fu          | 9-4       | John Higgins      | Glasgow             |
| 2017                                   | Neil Robertson    | 9-8       | Cao Yupeng        | Glasgow             |
| 2018                                   | Mark Allen        | 9-7       | Shaun Murphy      | Glasgow             |
| 2019                                   | Mark Selby        | 9-6       | Jack Lisowski     | Glasgow             |
| 2020                                   | Mark Selby        | 9-3       | Ronnie O'Sullivan | Milton Keynes       |
| 2021                                   | Luca Brecel       | 9-5       | John Higgins      | Llandudno           |
| 2022                                   | Gary Wilson       | 9-2       | Joe O'Connor      | Edimburgo           |
| 2023                                   | Gary Wilson       | 9-5       | Noppon Saengkham  | Edimburgo           |
| 2024                                   | Lei Peifan        | 9-5       | Wu Yize           | Edimburgo           |